# Ola Nyquist
Per Ola Gustav Birger Nyquist, ursprungligen Olof, född 25 juli 1925 i Matteus församling i Stockholm, död 6 januari 2015 i Torshälla församling i Södermanlands län, var en svensk forskare och politiker (folkpartist).
Ola Nyquist, som var son till en läkare, blev juris kandidat vid Uppsala universitet 1950 och tjänstgjorde därefter i olika domstolar, innan han 1960 doktorerade i Uppsala på en avhandling om domstolars hantering av ungdomsbrott. Han var därefter docent i kriminalpolitik 1960–1965 och kommunalråd i Uppsala 1966–1973.
Han var riksdagsledamot för Uppsala läns valkrets 1974–1976 och var i riksdagen bland annat suppleant i justitieutskottet. I riksdagen engagerade han sig bland annat i utbildningspolitik och rättsfrågor. Han var därefter statssekreterare i bostadsdepartementet 1978–1982 och ordförande för Byggforskningsrådets vetenskapliga nämnd 1983–1991.